# Hotel Matze
Hotel Matze ist ein deutschsprachiger Interview-Podcast der Produktionsfirma Mit Vergnügen von und mit dem Medienunternehmer Matze Hielscher. Der Podcast erscheint seit dem 26. Oktober 2016 wöchentlich auf gängigen Streaming-Plattformen wie Spotify, Apple Music und YouTube und zählt zu den erfolgreichsten Interviewformaten im deutschsprachigen Raum.

## Inhalt
In diesem Format trifft Hielscher auf Persönlichkeiten aus verschiedenen Bereichen wie Kultur, Wirtschaft und Gesellschaft, um in ausführlichen Gesprächen Einblicke in deren Leben und Denken zu erhalten.
Hielscher sitzen in jeder Folge Gäste gegenüber. Zu den Gästen zählen unter anderem Künstler, Unternehmer und Autoren, die ihre persönlichen Geschichten, Erfahrungen und Ansichten teilen, darunter zum Beispiel Olaf Scholz, Felix Lobrecht, Juli Zeh, Iris Berben, Caren Miosga, Hape Kerkeling und Angela Merkel. Manche der Gäste waren bereits mehrmals zu Gast.  

### Spezialfolgen
- Weihnachten im Hotel Matze: Weihnachten 2023 und 2024 hatte Hielscher jeweils drei Gäste zugleich zu Gast; 2024 wurde diese Spezialfolge live mit Zuschauern in der Urania in Berlin aufgenommen.
- Check In (früher Gut drauf und Mit Philip Siefer): Neben den regulären Interviews veröffentlicht Hotel Matze auch Sonderfolgen unter dem Titel "Check In", welche wesentlich kürzer als reguläre Folgen sind und in denen Matze Hielscher gemeinsam mit seinem Freund Philip Siefer über persönliche Entwicklungen, aktuelle Themen und Reflexionen spricht. Das Spezialformat wurde früher monatlich veröffentlicht, mittlerweile erscheinen die Check In-Folgen unregelmäßiger.
- Fokus: In diesen Episoden widmet sich der Podcast einem speziellen Thema, wie z. B. mentaler Gesundheit, Karriereentwicklung oder Kreativitätsprozessen.

## Produktion
Hotel Matze wird von der Mit Vergnügen GmbH produziert.
Die wöchentlichen neuen Folgen erscheinen mittwochs auf Spotify und anderen Podcast-Plattformen. Die Aufzeichnung erfolgt einige Tage oder Wochen vorher.
Die Länge des Podcasts schwankt zwischen einer eineinhalb und über drei Stunden, je nach Interviewgast. Die Sonderfolgen mit dem Titel "Check In" dauern in der Regel ca. eine Stunde.

## Rezeption
Hotel Matze ist einer der erfolgreichsten deutschsprachigen Podcasts auf dem Musikstreaming-Dienst Spotify. Schätzungsweise hatte er 2023 ca. 400.000 Abrufe pro Folge, je nach Gast auch über eine Million und ca. 1,2 Millionen Hörer pro Monat. Auf Spotify ist er dauerhaft in den Podcast-Charts (Podcasts mit den meisten Hörern).
Laut Handelsblatt ist Hielscher ein „einfühlsamer Interviewer“. Politiker müssten sich jedoch „keine Sorge machen, dass ihnen kritische Fragen gestellt werden oder sie gar unterbrochen werden“.

## Auszeichnungen
Hotel Matze wurde im Februar 2020 neben Alles gesagt und Deutschland3000 für den Deutschen Podcastpreis in der Kategorie Bester Interviewer nominiert, musste sich jedoch Deutschland3000 geschlagen geben.